# Клинков, Михаил Петрович
Михаил Петрович Клинков (род. 25 апреля 1977, Красноярск, РСФСР, СССР) — российский государственный и политический деятель. Глава города Дзержинска (с 30 октября 2024).

## Биография
Родился 25 апреля 1977 года в городе Красноярске.

### Образование
В 1999 году окончил Красноярский государственный университет по специальности «Юриспруденция».
В 2013 году окончил Российскую академию народного хозяйства и государственной службы при Президенте Российской Федерации по специальности «Финансы и кредит».

### Трудовая деятельность
В 2000—2005 гг. — помощник заместителя губернатора, помощник первого заместителя Губернатора Красноярского края.
В 2005—2006 гг. — советник генерального директора ООО «Эйр Юнион».
В 2006—2008 гг. — помощник генерального директора ОАО АК «Домодедовские авиалинии».
В 2008—2013 гг. — начальник протокольно-организационного отдела, заместитель руководителя Территориального управления, советник руководителя Федерального агентства по управлению государственным имуществом, г. Москва.
В 2014—2015 гг. — первый заместитель министра жилищной политики, энергетики и транспорта Иркутской области.
В 2015—2020 гг. — заместитель генерального директора; заместитель директора по правовым вопросам и корпоративному управлению АО «НПО «Базальт».
В 2022—2024 гг. — помощник главы, первый заместитель главы Администрации Богородского муниципального округа Нижегородской области.

### Глава городского округа Дзержинск
4 октября 2024 года был назначен исполняющим обязанности главы города Дзержинска.
30 октября 2024 года избран главой города Дзержинска.

## Классный чин
Советник государственной гражданской службы Российской Федерации 2 класса